# 11 vendémiaire
11 jour complémentaire 11 brumaire
Le primidi 11 vendémiaire, officiellement dénommé jour de la pomme de terre, est le 11e jour de l'année du calendrier républicain.
C'était généralement le 2e jour du mois d'octobre dans le calendrier grégorien.